# Грошовий ринок
Грошови́й ри́нок — це особливий сектор ринку, на якому здійснюється купівля та продаж грошей як специфічного товару, формуються попит, пропозиція та ціна на цей товар.
Грошовий ринок — частина ринку позикових капіталів, де здійснюються переважно короткострокові (від одного дня до одного року) депозитно-позикові операції, що обслуговують головним чином рух оборотного капіталу фірм, короткострокових ресурсів банків, установ, держави і приватних осіб.
З розвитком міжнародних кредитних і валютних відносин сформувався міжнародний грошовий ринок (найбільшими у світі ринками грошей є Нью-Йоркські, інші більш менші — ринки Лондона. Токіо, Парижа).
Інструментами грошового ринку є векселі, депозитні сертифікати, банківські акцепти. Його основні інститути — банки, облікові установи, брокерські й дилерські фірми. За джерела ресурсів Правлять кошти, залучені банківською системою. Основними позичальниками є фірми, кредитно-фінансові інститути, держава, населення. Слід мати на увазі, що грошовий ринок — важливий об'єкт державного регулювання. Держава використовує його ресурси для фінансування своїх видатків і покриття бюджетного дефіциту.
Грошовому ринку властиві елементи звичайного ринку — попит, пропозиція, ціна. Особливості грошового ринку визначають особливості кожного з елементів: попит має форму попиту на позики, пропозиція — форму пропозиції позик, а ціна — форму відсотка на позичені кошти.
Розмір відсотка визначається не величиною вартості, яку несуть у собі позичені гроші, а їх споживчою вартістю — здатністю надавати позичальнику потрібні блага. Тому розмір відсоткового платежу залежить не лише від розміру позики, а й від терміну її дії.
На грошовому ринку розрізняють кілька видів відсотків: облігаційний, банківський, обліковий, міжбанківський тощо.